# Pierre runique de Berezan
La pierre runique de Berezan (Rundata : X UaFv1914;47) est une pierre runique retrouvée sur l'île de Berezan (mer Noire), en Ukraine. Découverte en 1905, elle est aujourd'hui conservée à Odessa. 
La pierre de Berezan a été gravée par un Varègue (Viking suédois) nommé Grani. Elle fait part du décès de son partenaire marchand Karl. Elle constitue un témoignage unique de la route commerciale des Varègues aux Grecs existant durant l'Âge des Vikings entre la Suède, l'Empire byzantin et le monde musulman, car il s'agit du seul objet de ce type jamais découvert en Europe de l'Est. 

## Situation

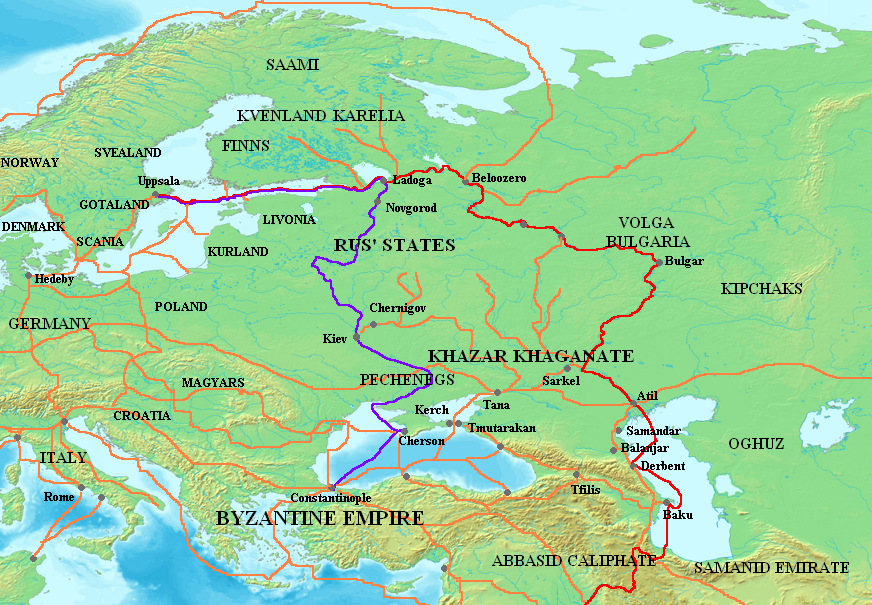
Les réseaux commerciaux empruntés par les Varègues.

La pierre runique de Berezan tire son nom de l'île de Berezan, où elle a été retrouvée. Cette île d'Ukraine se situe dans l'oblast de Mykolaïv, à l'endroit où le Dniepr se jette dans la mer Noire.
La pierre se situe donc sur l'ancienne route commerciale des Varègues aux Grecs, empruntée par les Vikings suédois, dits Varègues, pour commercer avec l'Empire byzantin et le monde musulman. Cette route partait des ports (comme Birka) et des îles (comme le Gotland) de la mer Baltique pour rejoindre Staraïa Ladoga. De là, ils partent vers le sud en alternant navigation fluviale et portages jusqu'à atteindre le fleuve Dniepr. Le voyage sur le Dniepr est difficile et dangereux, d'une part à cause des rapides (aujourd'hui disparus), d'autre part à cause de la présence de tribus nomades hostiles, dont les Petchenègues. Le Dniepr les conduit jusqu'à la mer Noire, là ou se situe l'île de Berezan. Puis les Varègues traversent la mer Noire pour rejoindre Constantinople, où ils pourront faire du commerce ou aller encore plus loin pour atteindre Bagdad.

## Découverte

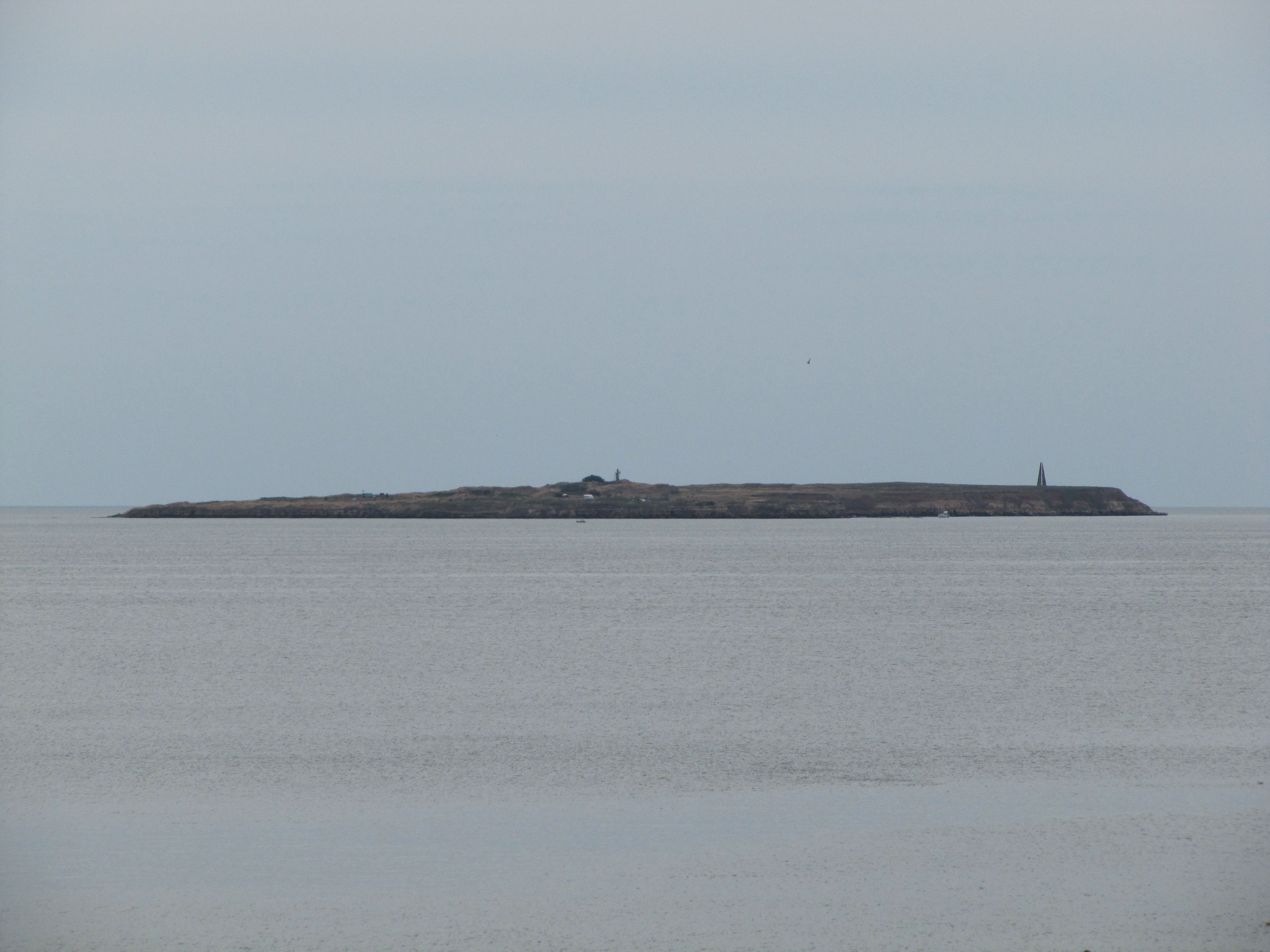
L'île de Berezan.

La pierre runique de Berezan est mise au jour lors de fouilles archéologiques sur l'île de Berezan en 1905 menées par Ernst von Stern. Stern dirigeait les fouilles d'un kurgan (tumulus) érigé au VIe siècle av. J.-C.. Le 9 juin, lors de fouilles sur la partie est du kurgan, 10 squelettes sont découverts ; le buste de l'un d'entre eux repose sur une pierre d'environ un demi-mètre de côté. Alors que l'ouvrier s'apprête à jeter ce qu'il considère comme un objet sans intérêt, Stern intervient et sauve in extremis la pierre runique. Il ne s'agissait probablement pas de l'emplacement original de la pierre qui devait se situer sur l'un des petits tumuli voisins. Cependant, elle n'est probablement pas restée à son emplacement originel très longtemps, car elle est très peu érodée.
La pierre est depuis conservée à Odessa (Ukraine).

## Description

### Aspect

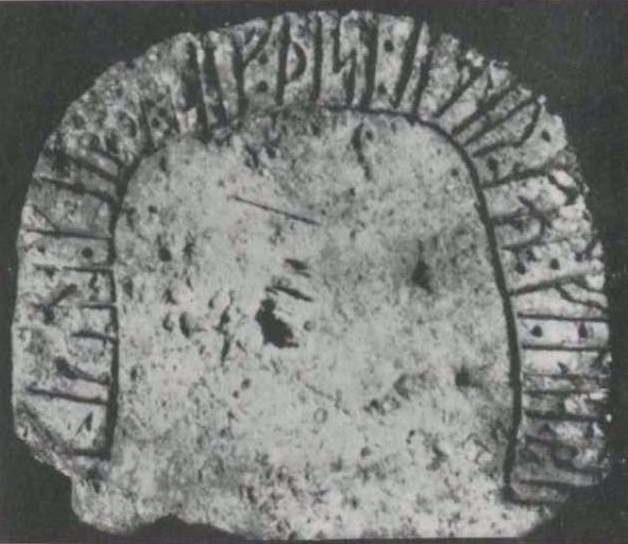
La pierre de Berezan.

La pierre trouvée en 1905 n'est que la partie supérieure de la pierre runique originelle, et mesure 48 cm de largeur pour 47 cm de hauteur et 12 cm d'épaisseur. L'inscription est inscrite dans une bande et est entièrement préservée, la première et de la dernière lettre forment les extrémités de la bande. Les runes mesurent environ 8 cm et sont gravées avec une profondeur de 0,5 cm.
À l'exception du troisième mot, la lecture des runes se fait sans difficulté. L'inscription se compose de 9 groupes de lettres séparées par des deux-points, mais les 7e et 8e ne forment en réalité qu'un seul mot. La pierre comporte 43 caractères (ponctutation incluse) écrits en futhark récent (ou runes scandinaves).

### Inscription
Inscription sur la pierre runique : 
krani : kerþi : (h)alf : þisi : iftir : kal : fi:laka : si(n)
Transcription en vieux norrois : 
Grani gærði hvalf þessi æftiʀ Karl, felaga sinn.
Traduction en français : 
Grani a réalisé cette sépulture en mémoire de Karl, son partenaire.

## Analyse et interprétation
Les analyses montrent que la pierre de Berezan a été réalisée au XIe siècle. La présence du mot hvalf, caractéristique des inscriptions runiques du Gotland (apparaissant seulement sur quelques pierres du Västergötland), semblent attester que l'auteur de la pierre, Grani, serait originaire de cette île suédoise de la mer Baltique, plaque tournante du commerce en Europe du Nord durant l'Âge des Vikings. Cependant, rien n'empêche que son partenaire marchand (félagi), Karl, soit originaire d'un autre lieu en Suède. De plus, l'analyse du mot hvalf est controversée car on considère là que le mot (h)alf est une erreur d'écriture de hvalf, ce qui n'est pas partagé par tous les historiens. Le mot félagi (en) désigne une union commerciale et guerrière en pratique chez les Vikings, et est également un indice sur la provenance des protagonistes.
La pierre de Berezan semble donc indiquer que Karl mourut alors que lui-même et Grani partaient ou revenaient de l'Orient. En mémoire de son associé, Grani fit graver la pierre.

## Valeur archéologique
La pierre runique a une énorme valeur archéologique car il s'agit du seul objet de ce type découvert à ce jour en Europe de l'Est. De plus, sa localisation sur l'ancienne route commerciale des Varègues aux Grecs en fait un argument de poids en faveur de l'existence d'un commerce important des Varègues, Vikings originaires de Suède, avec l'Empire byzantin et le monde musulman entre le IXe siècle et le XIe siècle,.
L'absence d'autre vestige runique sur le territoire de l'ancienne Rus' a été sujet à beaucoup d'interrogations, menant même à une théorie erronée sur l'absence de pierre propre aux inscriptions runiques dans cette région.